# Haltingen
Haltingen (alemannisch: Haldige) ist ein Stadtteil von Weil am Rhein im Landkreis Lörrach mit knapp 8000 Einwohnern auf einer Fläche von 7,78 km2. Nach der Kernstadt ist er damit sowohl nach der Einwohnerzahl als auch nach der Fläche der größte Stadtteil.

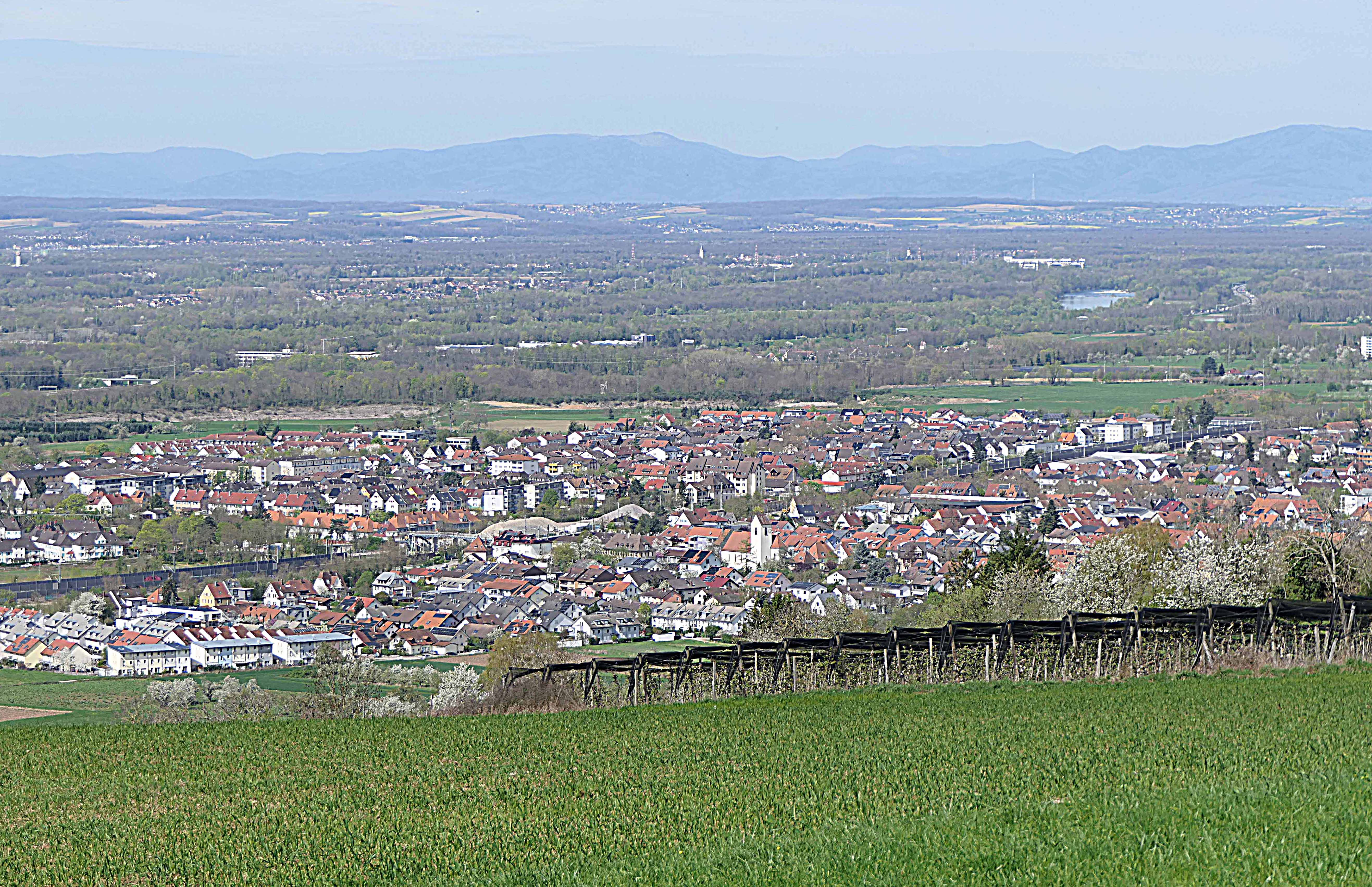
Haltingen vom Tüllinger Berg her, im Hintergrund die Vogesen

## Geographie
Haltingen ist durch die Rheintalbahn in zwei Hauptteile unterteilt. Das Oberdorf, der ältere Teil Haltingens, liegt östlich der Bahntrasse, das Unterdorf westlich davon. In beiden Teilen gibt es verschiedene Siedlungen, wie z. B. das Hanggebiet im Oberdorf oder das Gebiet Im Rad, eine ehemalige Bahnarbeitersiedlung, die von Gleisanlagen umgeben und deren Grundfläche daher näherungsweise kreisförmig ist. Zu Haltingen gehören ebenfalls die Besiedlungen Burghölzli und Rebgarten.
Südlich von Haltingen befindet sich die Kernstadt von Weil am Rhein, nordöstlich, auf einem Ausläufer des Tüllinger Bergs gelegen, der Stadtteil Ötlingen. Im Norden grenzt Haltingen an die Nachbargemeinden Eimeldingen und Binzen.

## Geologie
Die Schotterebene des Rheins weist auf dem Gebiet der Gemarkung verschiedene Niveaus auf. Das höchste Terrassenfeld ist das Aufschotterungsniveau der letzten Kaltzeit, die sogenannte Niederterrasse. Auf ihr hat sich das alte Dorf angesiedelt und später ausgedehnt.
Mit einem etwa 20 m hohen Rain fällt die Niederterrasse zum nächsttieferen Terrassenfeld ab. Dieser Rain ist ein altes Erosionsufer des sich nacheiszeitlich eintiefenden Rheins und wird als Hochgestade bezeichnet. Ihm folgt die Alte Baslerstraße, der Rebgartenweg steigt in seiner Böschung zum tieferen Niveau ab und der Krebsbach folgt streckenweise seinem Fuß.
Auf der tieferen, bereits nacheiszeitlichen Terrasse, dem Märkter Feld, verläuft die Autobahn. Es ist Standort von Industrie und Gewerbe, des Dorfes Märkt und des abgegangenen Ortes Heldelingen. Die Westbegrenzung des Märkter Feldes bildet ein wesentlich niedrigerer Rain, der überleitet zu dem sehr schmalen Aue-Streifen, der sich erst ab dem Bändlegrund (früher zwei Inseln!) nordwärts verbreitert. Die Aue, einst Überschwemmungsgebiet, ist das jüngste Erosionsniveau. In ihr hat der einst mehrarmige Rheinstrom seit der Tullaschen Flusskorrektion sein festes Bett gefunden.
Die Schotterdecke ist im Bereich der Niederterrasse 25 m und mehr mächtig (großflächiger Kiesabbau zwischen dem Autobahnzubringer und der neuen Umgehungsstraße!), beim Märkter Feld weniger als 10 Meter.
Der Ostteil der Gemarkung greift auf den Tüllinger Berg aus. Wie der Untergrund unter den Schottern der Rheinebene besteht er aus Schichten der tertiären (oligozänen) Grabenfüllung. Unter der Niederterrasse und dem Märkter Feld wurden dunkelgraue Rupel-Tone der Froidefontaine-Formation angetroffen, Sedimente aus der Zeit, als das Meer zeitweise in den Graben eingedrungen war. Spärliche Aufschlüsse am Tüllinger Berg zeigen jüngere Schichten, die vom Rückzug des Meeres zeugen: zuunterst Elsässer Molasse und darüber die Süßwassermergel und -kalke der sogenannten Tüllinger Schichten. Letztere wurden in einem Seebecken am Rande des Oberrheingrabens abgelagert. Der Wechsel von Kalkbänken und Mergeln zeichnet sich im Gelände ab. Die harten Kalke bilden Hangversteilungen und weiche Hangkanten. Unter ihnen treten auf den wasserstauenden Mergeln Quellen aus. Diese in durchfeuchtetem Zustand schmierigen Mergel sind verantwortlich für Hangrutschungen über dem Dorf. Eine große Rutschmasse, die sich durch Rutschwülste zu erkennen gibt, liegt am Tüllinger Weg. Ihre Obergrenze liegt bereits im Wald.
Den Einblick in den Untergrund verwehren vielfach (Löss-)Lehmdecken. Am Hangfuß ist die Niederterrasse mit vom Hang abgeschwemmtem Lehm bedeckt.

## Geschichte
Haltingen wurde 764 erstmals als Haholtinga erwähnt. 1065 kam der Ort an die Bischöfe von Basel, die ihren Besitz später an das Kloster St. Blasien abtraten. Die Herren von Rötteln hatten den Ort zu Lehen und so kam er zunächst an die Markgrafschaft Hachberg-Sausenberg und 1503 an Baden. Seit 1733 gehört auch die Gemarkung der Wüstung Hiltelingen zu Haltingen. Im Gewann Im Schlössel stand bis 1678 das Wasserschloss Hiltelingen.
Haltingen gehörte genauso wie Weil zum Oberamt Rötteln und ab 1809 zum Oberamt Lörrach. Im Zweiten Weltkrieg wurde das Dorf fast vollständig zerstört. 
Am 27. Juni 1971 fuhr die Tour de France 1971 durch Haltingen und war Teil der Etappe von Basel nach Freiburg.
Zum 1. Januar 1975 wurde Haltingen unter dem damals amtierenden Haltinger Bürgermeister Walter Fribolin in die Stadt Weil am Rhein eingemeindet.

## Politik

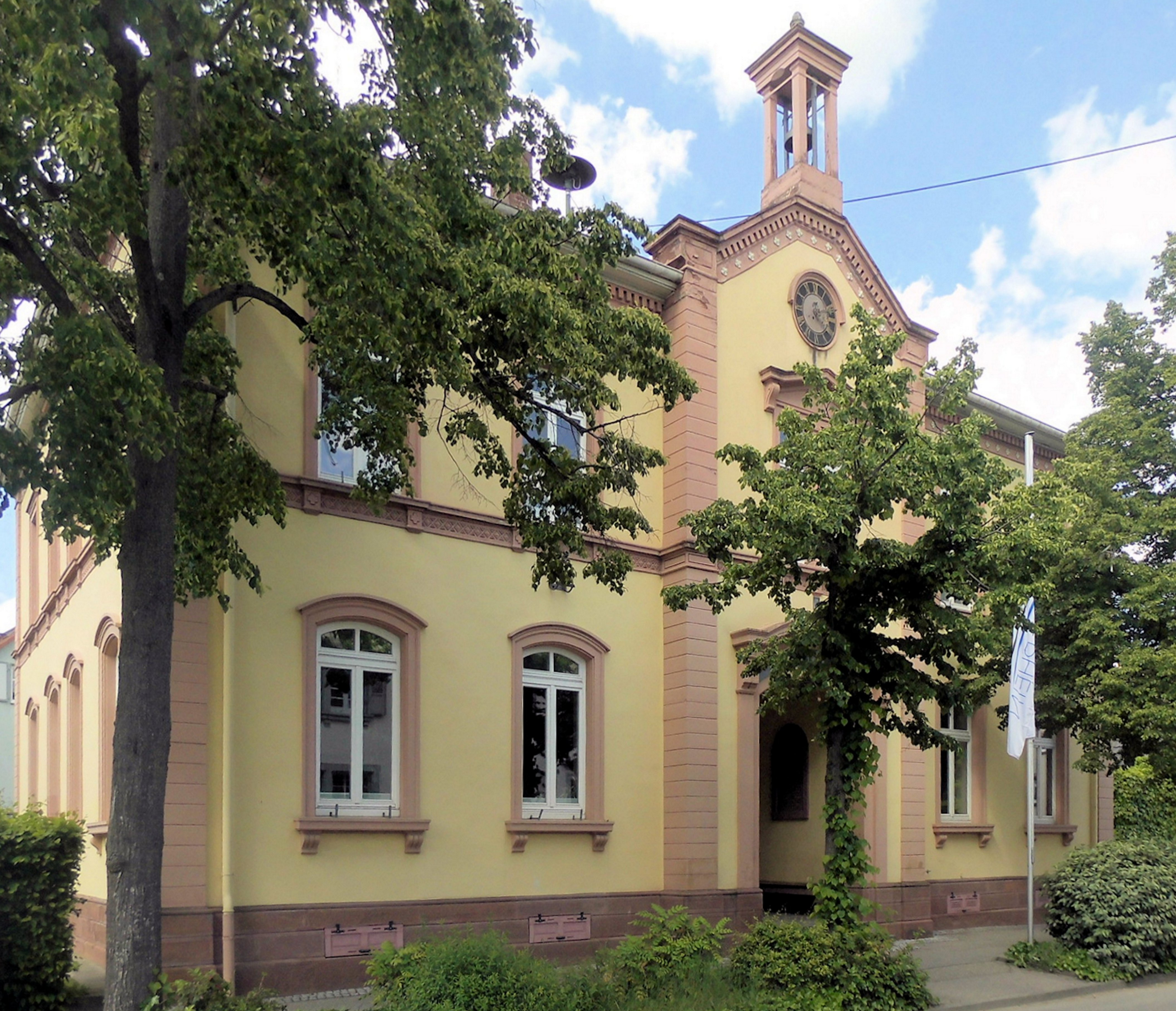
Ortsverwaltung Haltingen

### Ortschaftsrat
Haltingen verfügt über eine eigene Ortsverwaltung. Derzeitiger Ortsvorsteher ist Peter Reinacher.

### Wappen
Das im Drittel zweigeteilte Wappen zeigt oben ein nach links gerichtetes Rebmesser mit silberner Klinge und schwarzem Griff auf rotem Grund. Darunter ist ein grüner Rebzweig mit blauen Trauben und zwei Blättern auf goldenem Grund. Das Wappen wird seit 1902 auf Vorschlag des Generallandesarchivs verwendet.

## Kultur, Sehenswürdigkeiten und Infrastruktur

### Ortsbild, Bauwerke

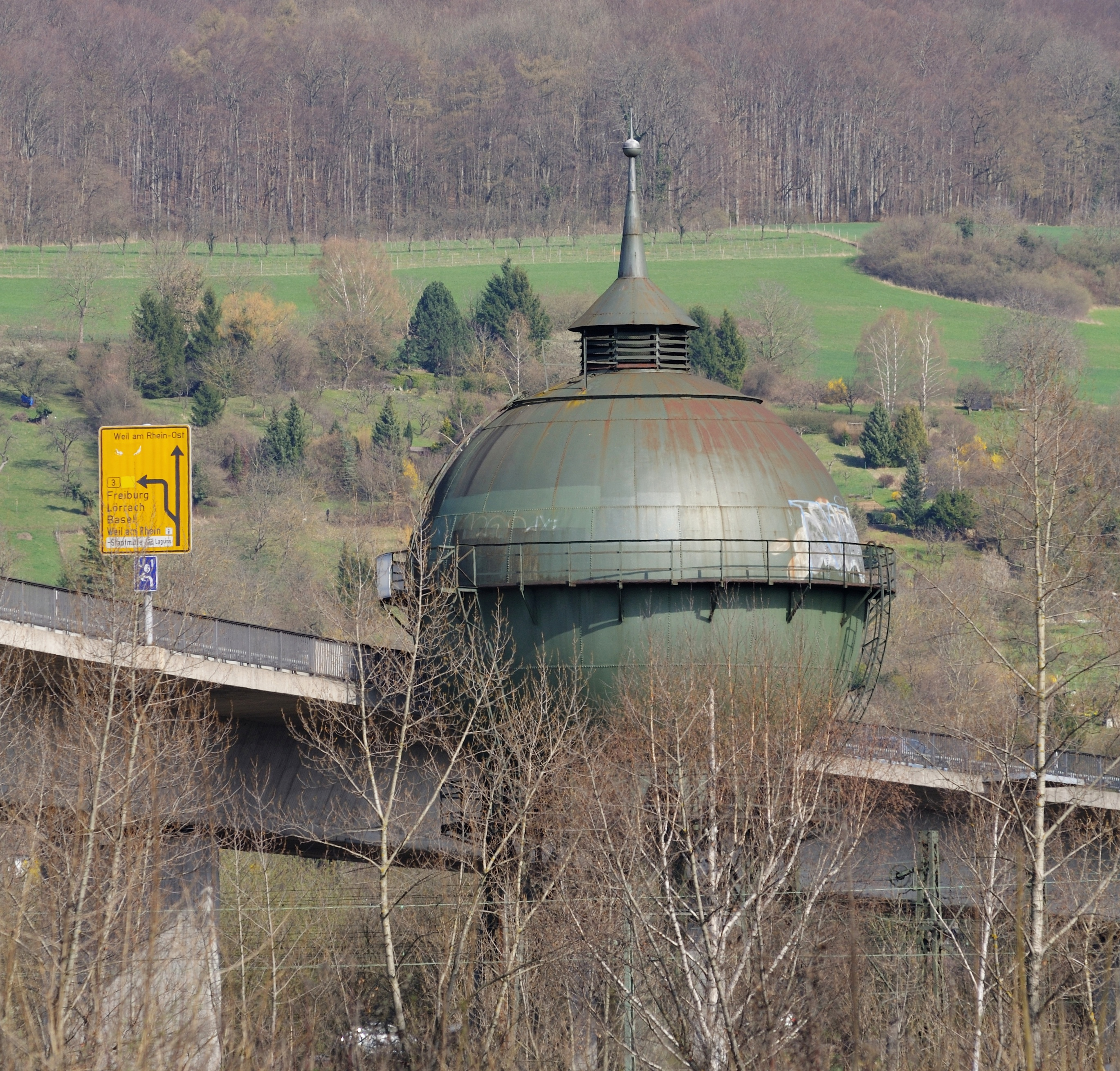
Wasserturm Haltingen

Haltingen ist ein typisches Haufendorf. Viele der Häuser im Dorfkern stehen unter Denkmalschutz. Am östlichen Ortsrand steht die Kirche St. Georg. Sie wird erstmals 1139 in einer Bulle von Papst Innozenz II. genannt. Die Schutzherrschaft des Heiligen Georgs wird 1468 zum ersten Mal erwähnt. In der zweiten Hälfte der Reformationszeit wurde die Kirche umgebaut. Sowohl während des Dreißigjährigen Krieges als auch in der Schlacht bei Friedlingen im Jahr 1702 erlitt die Georgskirche schwere Beschädigungen. Die heutige Gestalt des Langhauses und des Chores erhielt die Kirche 1718.
Seit 1937 hat die Gemeinde eine katholische Pfarrkirche. Die Kirche St. Maria ist ein fünfachsiger Saalbau mit unmittelbar daran anschließender Apsis. An der Südseite erhebt sich ein Glockenturm mit Satteldach.
Haltingen liegt im Markgräflerland, das für seine Weine bekannt ist. In Haltingen existiert eine Winzergenossenschaft, deren wohl bekanntester Wein die Haltinger Stiege ist. Durch den Ort und die Westhänge des Rebanbaugebietes am Tüllinger Berg führt der rund vier Kilometer lange Weiler Weinweg. Entlang des Weges informieren Tafeln über die Reben und die Entwicklung des Weinanbaus.
Zu den markantesten Bauwerken zählt der südlich des Dorfkerns am Rangierbahnhof stehende, mit einem kugelförmigen Behälter ausgestattete Wasserturm Haltingen, der Anfang des 20. Jahrhunderts erbaut wurde.

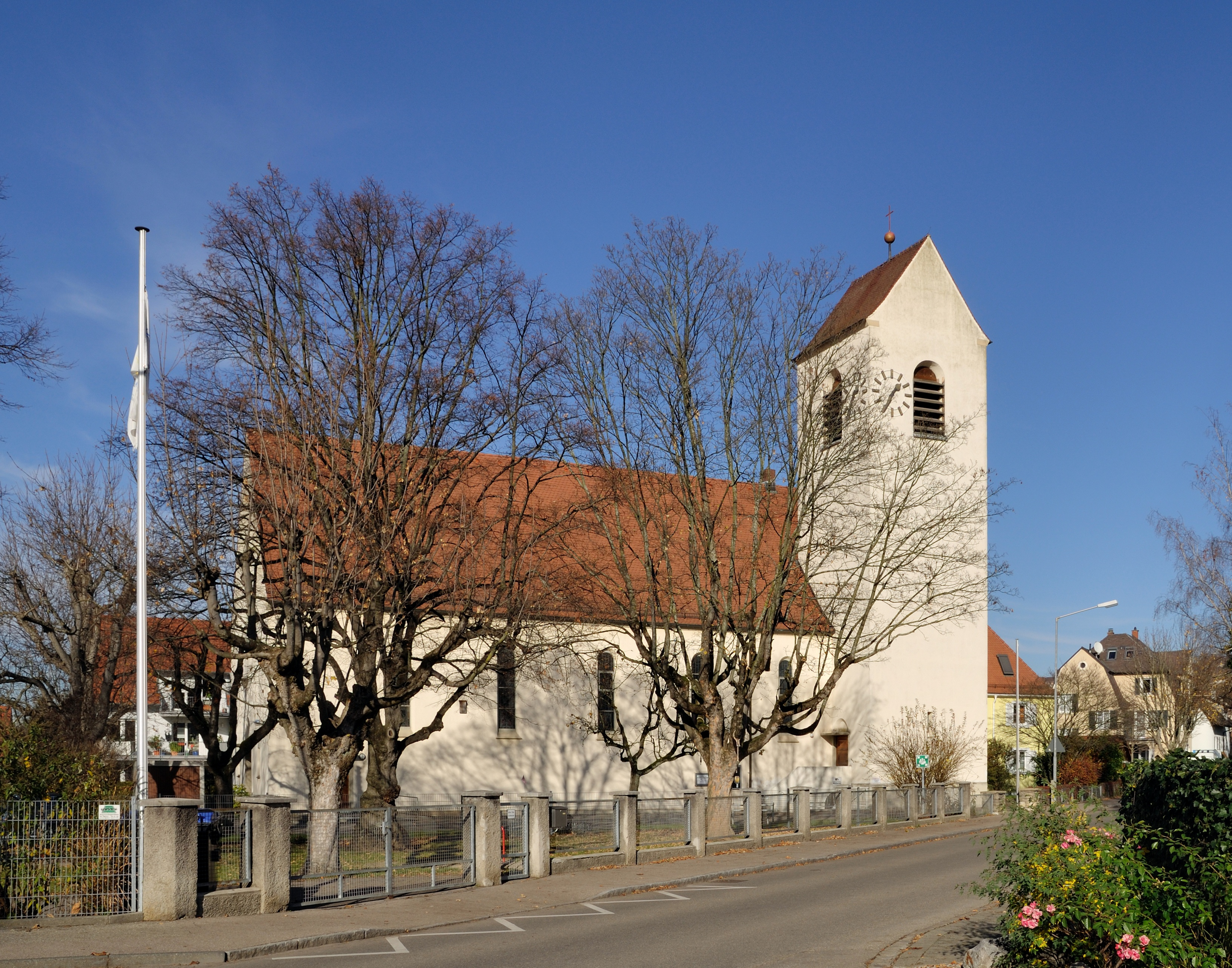
Katholische Kirche St. Maria
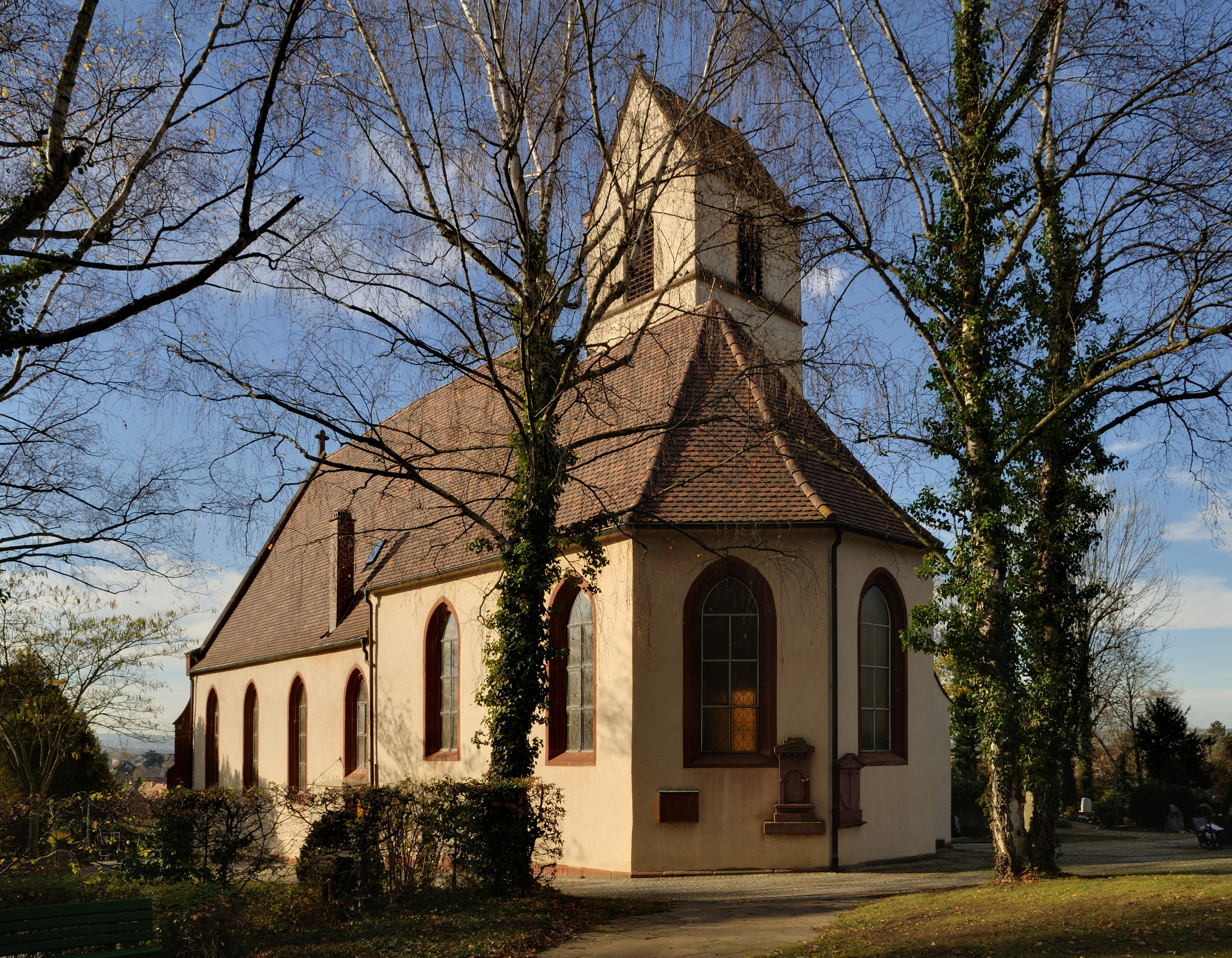
Evangelische Kirche St. Georg

### Bildungseinrichtungen
In Haltingen gibt es zwei Grundschulen, die Hans-Thoma-Schule im Unterdorf und die Alte Schule im Oberdorf, sowie zwei städtische Kindergärten.

### Feuerwehr
Haltingens Feuerwehr wurde 1975 im Zuge der Eingemeindung Haltingens als Abteilung in die Freiwillige Feuerwehr Weil am Rhein eingegliedert. Ihr gehören 40 aktive Feuerwehrleute an. Sie ist neben dem Einsatz bei Bränden, im Rettungsdienst und bei technischen Hilfeleistungen für den Ort auch für die Wasserrettung auf dem Rhein und die Besetzung des in Weil am Rhein stationierten Messgruppenfahrzeugs zuständig.

## Verkehr

### Straße
Die von Buxtehude nach Weil am Rhein führende Bundesstraße 3 (B 3) verläuft in nordsüdlicher Richtung durch Haltingen. Über die Anschlussstelle (2) Eimeldingen und die Behelfsausfahrt (3) Binzen ist Haltingen über den Dreispitz an die von Weil am Rhein nach Stockach führende Bundesautobahn 98 (A 98) angeschlossen. Das Autobahndreieck Weil am Rhein, das die Bundesautobahn 5 mit der A 98 verbindet, liegt auf Haltinger Gemarkung.

### Schiene

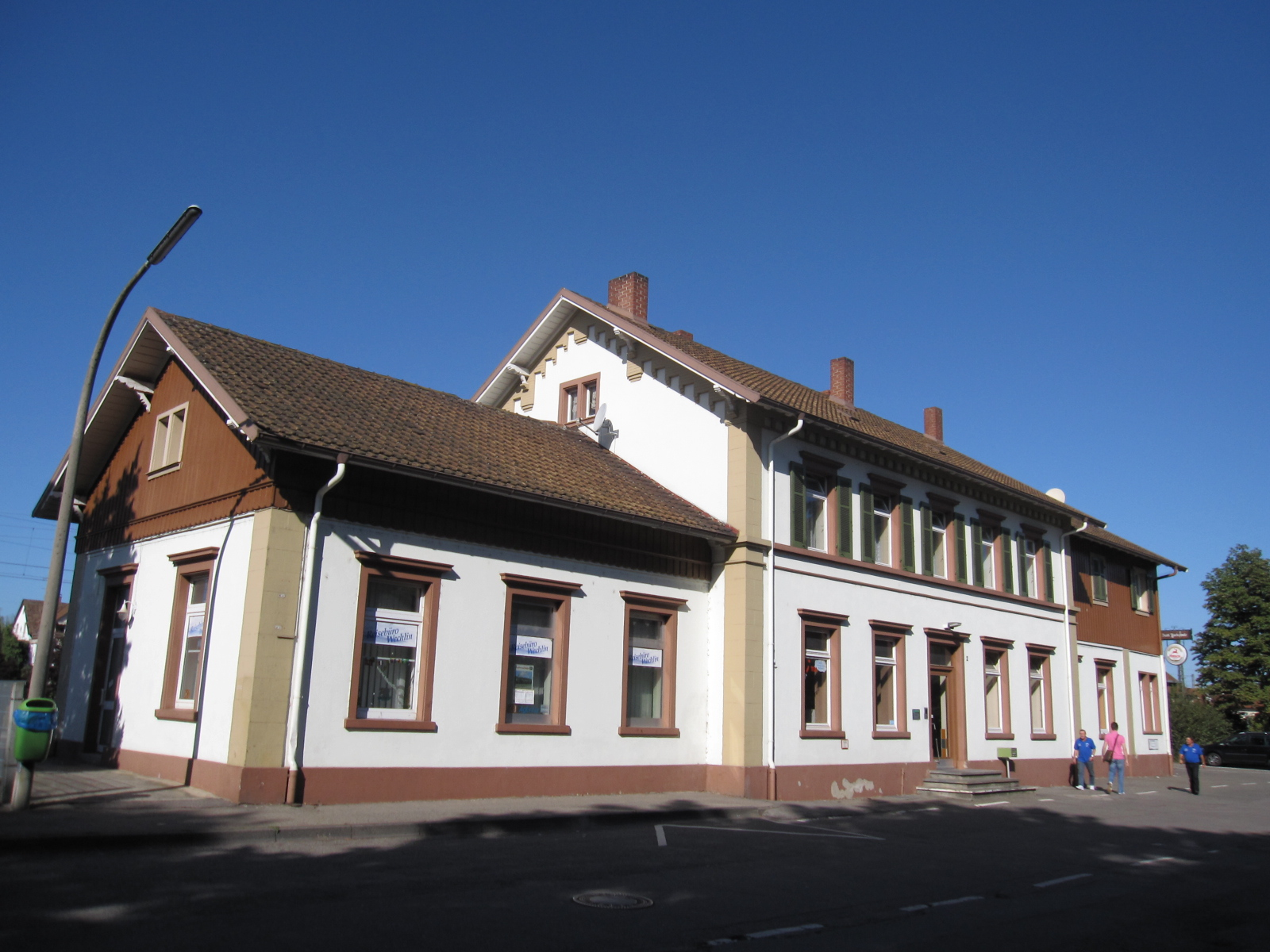
Ehemaliges Bahnhofsgebäude Haltingen (2020 abgerissen)

Haltingen ist an den Schienenpersonennahverkehr der Rheintalbahn angeschlossen. Vom Bahnhof Haltingen fahren im Sommer jeden Sonntag historische Dampfzüge der Kandertalbahn nach Kandern. Die Großherzoglich Badischen Staatseisenbahnen verlegten 1913 ihre Betriebswerkstätte, die sich bis dahin in Basel befand, nach Haltingen. Die Deutsche Bahn AG betreibt sie als Bahnbetriebswerk noch heute. Der stillgelegte Weiler Rangierbahnhof liegt ebenfalls auf der Gemarkung Haltingens.

### Flugverkehr
Der EuroAirport Basel-Mulhouse-Freiburg im benachbarten Oberelsass ist rund 10 km von Haltingen entfernt.

## Persönlichkeiten
- Arend Braye (1890–1960), Bürgermeister von Haltingen, Oberbürgermeister von Lörrach sowie Abgeordneter des Badischen Landtags und des Landtags von Baden-Württemberg (SPD)
- Albert Lehmann (1896–1964), Kunstmaler und malender Chronist der Gemeinde Haltingen
- Rainer Stickelberger (* 1951), Jurist und Politiker (SPD), Landesjustizminister Baden-Württemberg 2011–2016

## Veranstaltungen
Der Verein Rebtownrock e. V. veranstaltet jährlich das Metal-Festival „Metal in de Räbe“ mit international bekannten Bands in der Turn- und Festhalle.
Der Gesangverein 1842 e. V. Haltingen veranstaltet jährlich am dritten Sonntag im September sein Winzerfest um die „Alte Trotte“ herum.
Die Abteilung Haltingen der Freiwilligen Feuerwehr Weil am Rhein ist jeweils an Christi Himmelfahrt Gastgeber des „Rettichfests“, oberhalb des Ortes in den Weinbergen.